# Semizovac
Semizovac je naseljeno mjesto u sastavu općine Vogošća, Federacija Bosne i Hercegovine, BiH.
Prema popisu iz 1991. godine Semizovac je imao 848 stanovnika.

## Šport
- FK Ozren Semizovac